# ちゃらん婆
ちゃらん婆（ちゃらんば）は、吉本興業所属の日本のお笑いコンビ。2014年7月1日結成。

## メンバー
- のちゃーん（本名:小林 紀章、1988年1月22日（37歳）- ）

- 千葉県鎌ヶ谷市出身。東京NSC16期生[2]。かなりのチャラ男で、黒と金のツートンヘア。TikTokなどでパラパラを踊る動画を上げている。ちゃらん婆の結成前は門川正隆と「ちゃらてり・まじっく」というコンビで活動していた。

「ちょまんす」、「サンクスエックス」などの持ちギャグがある。カラテカ矢部の「大家さんと僕」に登場している。
- 修平（しゅうへい、1987年6月23日（38歳）- ）

北海道札幌市出身。よく帽子をかぶっていることが多い。
現在は黒髪でのちゃーんよりは真面目そうな雰囲気だが、昔はかなりのチャラ男だった。

## 概要・芸風
2014年に結成。2人とも東京NSC16期生で、同期にはコロコロチキチキペッパーズ、サンシャイン、ゆにばーすなどがいる。主にチャラ男を生かした芸風で、EXITの結成のきっかけとなったとも言われている。

## 賞レースでの戦歴
- M-1グランプリ

M-1グランプリでは2015年大会と2017年大会に出場し、ともに一回戦敗退。